# رزية متساوية العصافات
رزية متساوية العصافات (الاسم العلمي: Oryzopsis aequiglumis) هي نوع نباتي يتبع جنس الرزية من فصيلة النجيلية.